# Club San Luis
Club San Luis was een Mexicaanse voetbalclub uit San Luis Potosí. De club werd in 1957 opgericht. In 2013 werd de club opgeheven.

## Bekende oud-spelers
- Hugo Pineda
- Marcelo de Faria
- Omar Dominguez
- Marcelo Guerrero
- Adrian Martínez
- Jorge Soto
- Harold Wallace
- Reinaldo Navia
- Braulio Luna
- Alfredo Moreno
- Tressor Moreno

## Bekende oud-trainers
- Juan Antonio Luna (2002-2003 en 2009)
- Raúl Arias (2005-2008)
- Luis Scatolaro (2009)
- Miguel López (2009)
- Ignacio Ambriz (2010-2011)